# Риччи, Самуэле
Самуэле Риччи (итал. Samuele Ricci; родился 21 августа 2001 года, Понтедера, Италия) — итальянский футболист, полузащитник клуба «Милан» и сборной Италии.

## Клубная карьера
Самуэле Риччи является воспитанником «Эмполи». За клуб дебютировал в матче против «Читтаделлы». В первом сезоне сыграл 30 матчей, где получил 6 жёлтых карточек. Свой первый гол забил в ворота футбольного клуба «Салернитана». В сезоне 2020/21 сыграл в 36 матчах, где забил два мяча, а вместе с клубом выиграл Серию B. В Серии А дебютировал в матче против «Лацио». В 6-м туре забил гол в ворота «Болоньи». В 10-м туре против «Интера» удалился с поля. Всего за Эмполи сыграл 90 матчей, где забил 3 мяча и отдали 5 голевых передач.
30 января 2022 года перешёл в аренду в «Торино». За клуб дебютировал в матче против «Кальяри». 1 сентября 2022 года повредил мышцу и выбыл на 36 дней. Свой первый гол забил в ворота «Эмполи». Из-за травмы берцовой кости пропустил 20 дней.
3 июля 2025 года перешел в «Милан» за 23 миллиона евро, подписав контракт до 2029 года.

## Карьера в сборной
В 2018 году принял участие на чемпионате Европы до 17 лет, где сборная Италии заняла второе место, уступив Нидерландам в финале по пенальти. На турнире сыграл 5 матчей и забил гол в финале. В 2019 году на чемпионате Европы до 19 лет сыграл 3 матча. В 2021 году на молодёжном чемпионате Европы сыграл матч против Португалии. Всего за молодёжные сборные Италии сыграл 40 матчей, где забил 5 мячей. За сборную Италии дебютировал в матче против Германии.

## Достижения
«Эмполи»
- Победитель Серии B: 2020/21

Сборная
- Финалист чемпионата Европы до 17 лет: 2018